# Filtro paso bajo

Respuesta en frecuencia de primer orden.

Filtro pasivo analógico de primer orden con circuito RC.

Un filtro paso bajo corresponde a un filtro electrónico caracterizado por permitir el paso de las frecuencias más bajas y atenuar las frecuencias más altas. El filtro requiere de dos terminales de entrada y dos de salida, de una caja negra, también denominada cuadripolo o bipuerto, así todas las frecuencias se pueden presentar a la entrada, pero a la salida solo estarán presentes las que permita pasar el filtro. De la teoría se obtiene que los filtros están caracterizados por sus funciones de transferencia, así cualquier configuración de elementos activos o pasivos que consigan cierta función de transferencia serán considerados un filtro de cierto tipo.

## Particularidades
La función de transferencia de un filtro paso bajo de primer orden corresponde a:
{\displaystyle H(s)=k{\frac {1}{1+{\frac {s}{\omega _{c}}}}}\,\!},
donde la constante {\displaystyle k\,\!} es solo una ponderación correspondiente a la ganancia del filtro, y la real importancia reside en la forma de la función de transferencia
{\displaystyle {\frac {1}{1+{\frac {s}{\omega _{c}}}}}\,\!},
la cual determina el comportamiento del filtro. En la función de transferencia anterior {\displaystyle \omega _{c}\,\!} corresponde a la frecuencia de corte propia del filtro, aquel valor de frecuencia para la cual la relación entre la señal de salida y la señal de entrada es exactamente {\displaystyle {\tfrac {\sqrt {2}}{2}}\,\!}, relación que se puede aproximar a {\displaystyle -3\,{\text{dB}}\,\!}.
De forma análoga al caso de primer orden, los filtros de paso bajo de mayor orden también se caracterízan por su función de transferencia, por ejemplo la función de transferencia de un filtro paso bajo de segundo orden corresponde a:
{\displaystyle H(s)=k{\frac {\omega _{0}^{2}}{s^{2}+2\xi \omega _{0}s+\omega _{0}^{2}}}\,\!},
donde {\displaystyle \omega _{0}\,\!} es la frecuencia natural del filtro y {\displaystyle \xi \,\!} es el factor de amortiguamiento de este.

## Filtro analógico
Cualquier filtro tiene una entrada y una salida, lo cual puede ser representado como una caja con dos terminales de entrada y dos de salida. Si un terminal de entrada es común a una de las salidas tendremos un sistema desbalanceado (unbalanced, en inglés). Por ejemplo, si llamamos e1 y e2 a los terminales de entrada, y s1 y s2 a los de salida, un filtro pasabajo de primer orden podría formarse colocando una resistencia entre e1 y s1, y un condensador entre s1 y s2, uniendo finalmente e2 con s2, tenemos un filtro pasabajo desbalanceado.
El funcionamiento de este ejemplo es sencillo: las diferentes frecuencias ingresan por e1-e2 y salen por s1-s2; conforme aumenta la frecuencia, la reactancia {\displaystyle X_{C}={\tfrac {1}{\omega \ C}}} presentada por el capacitor disminuye, permitiendo la salida de cada vez menos señal de entrada. Por el contrario, a bajas frecuencias la reactancia del capacitor se eleva permitiendo una mayor transferencia de señal de entrada hacia la salida. Es decir, el sistema permite fácilmente el paso de las señales de baja frecuencia, pero progresivamente atenúa las señales de alta frecuencia.
La ecuación de transferencia de este filtro pasabajos viene dada por:
{\displaystyle H(s)={V_{\rm {out}}(s) \over V_{\rm {in}}(s)}={1 \over 1+sRC}}
Por el contrario, un filtro pasaalto de primer orden podría formarse colocando una resistencia entre e1 y s1, y un inductor entre s1 y s2, uniendo finalmente e2 con s2, tenemos un filtro pasaalto desbalanceado.
El funcionamiento de este ejemplo es inverso al anterior: las diferentes frecuencias ingresan por e1-e2 y salen por s1-s2; conforme aumenta la frecuencia, la reactancia {\displaystyle X_{L}=\omega \ L} presentada por el inductor aumenta, permitiendo una mayor transferencia de la señal de entrada hacia la salida. Por el contrario, a bajas frecuencias la reactancia del inductor disminuye atenuando progresivamente la señal en la salida. Es decir, el sistema atenúa notablemente el paso de las señales de baja alta frecuencia, pero progresivamente permite el paso de las señales de alta frecuencia.
La ecuación de transferencia de este filtro pasaaltos viene dada por:
{\displaystyle H(s)={V_{\rm {out}}(s) \over V_{\rm {in}}(s)}={sRC \over 1+sRC}}

## Filtro digital
La ecuación de un filtro paso bajo digital de primer orden es:
{\displaystyle y[n]={\frac {x[n]+x[n-1]}{A}}\,\!}
Donde A ha de ser mayor que uno. También es llamado filtro promediador, debido a que promedia las muestras de la entrada y por lo tanto suprime variaciones rápidas, característica que le otorga el carácter de paso bajo. Su transformada Z es:
{\displaystyle H(z)={\frac {1}{A}}(1+z^{-1})\,\!}

## Ancho de banda
Un filtro pasa bandas ideal tiene dos bandas simétricas en torno al cero: una centrada en {\displaystyle w_{0}} y otra en {\displaystyle -w_{0}}, siendo w0 la frecuencia central del filtro. Si suponemos que su ancho de banda es {\displaystyle B} los rangos de frecuencia serían:
{\displaystyle -w_{0}-{\frac {B}{2}}\,\!} y {\displaystyle -w_{0}+{\frac {B}{2}}\,\!}
{\displaystyle w_{0}-{\frac {B}{2}}\,\!} y {\displaystyle w_{0}+{\frac {B}{2}}\,\!}
Como alguien podría preguntarse qué pasa en los límites del filtro, debe pensarse que en un filtro ideal la ganancia en esos puntos suele tomarse como la mitad de la ganancia de paso. Esto es así para ser coherente con el desarrollo infinito de una
serie que converja al pulso del filtro.